# 160 (tal)
160 är det naturliga talet som följer 159 och som följs av 161.

## Inom vetenskapen
- 160 Una, en asteroid

## Inom matematiken
- 160 är ett jämnt tal.
- 160 är ett ymnigt tal.
- 160 är ett Praktiskt tal.
- 160 är ett palindromtal i det ternära talsystemet.
- 160 är summan av de elva första primtalen.